# Język petats
Język petats, także majugan – język austronezyjski używany na wyspach Hitau, Petats i Pororan (Bougainville, Papua-Nowa Gwinea). Posługuje się nim 10 tys. osób.
Ethnologue wyróżnia dialekty: hitau-pororan, matsungan, sumoun.
Jest nauczany w szkołach podstawowych. Zapisywany alfabetem łacińskim. 